# Solenangis
Genre
Solenangis est un genre d'Orchidées.

## Liste d'espèces
Selon Catalogue of Life (23 décembre 2018) :
- Solenangis africana R.Rice
- Solenangis clavata (Rolfe) Schltr.
- Solenangis conica (Schltr.) L.Jonss.
- Solenangis grahamii R.Rice
- Solenangis longipes R.Rice
- Solenangis scandens (Schltr.) Schltr.
- Solenangis wakefieldii (Rolfe) P.J.Cribb & J.Stewart

Selon NCBI (23 décembre 2018) :
- Solenangis clavata
- Solenangis wakefieldii

Selon The Plant List (23 décembre 2018) :
- Solenangis africana R.Rice
- Solenangis aphylla (Thouars) Summerh.
- Solenangis clavata (Rolfe) Schltr.
- Solenangis conica (Schltr.) L.Jonss.
- Solenangis grahamii R.Rice
- Solenangis longipes R.Rice
- Solenangis scandens (Schltr.) Schltr.
- Solenangis wakefieldii (Rolfe) P.J.Cribb & J.Stewart

Selon Tropicos (23 décembre 2018) (Attention liste brute contenant possiblement des synonymes) :
- Solenangis africana R.Rice
- Solenangis angustifolia Summerh.
- Solenangis aphylla (Thouars) Summerh.
- Solenangis clavata (Rolfe) Schltr.
- Solenangis conica (Schltr.) L. Jonss.
- Solenangis cornuta (Rchb. f.) Summerh.
- Solenangis cyclochila (Schltr.) R.Rice
- Solenangis defoliata (Schltr.) R.Rice
- Solenangis grahamii R.Rice
- Solenangis liberica (Mansf.) R.Rice
- Solenangis longipes R.Rice
- Solenangis minor (Summerh.) R.Rice
- Solenangis saotomensis (Stévart & P.J. Cribb) R.Rice
- Solenangis scandens (Schltr.) Schltr.
- Solenangis trilobata (Summerh.) R.Rice
- Solenangis wakefieldii (Rolfe) P.J. Cribb & J. L. Stewart